# Camp de concentration de Darnitsa
 (septembre 2024).
Le camp de concentration de Darnitsa, également connu dans les sources allemandes sous le nom de Stalag 339 Kiew-Darniza, est l'un des plus grands camps de concentration d'Ukraine pendant la Seconde Guerre mondiale. Il est implanté dans la banlieue de Kiev de 1941 à 1943.

## Histoire
Ce camp de concentration est fondé dès les premiers jours de l'occupation de Kiev, à partir du 21 septembre 1941, et fonctionne durant 737 jours. Il est construit pour accueillir des dizaines de milliers de prisonniers de guerre et de civils déloyaux envers le régime. Conformément aux documents et instructions du commandement de la Wehrmacht, le régime du camp fait partie d'un plan bien développé de réduction de la population, par l'extermination, des territoires occupés.
Initialement, les nazis conçoivent le camp de Darnitsa comme un camp de filtration dans lequel sont détenus 30 000 à 35 000 résidents locaux et prisonniers de guerre, puis ce nombre augmente rapidement. Les occupants trient les prisonniers par nationalité, les Juifs sont immédiatement fusillés. Au total, jusqu'à 300 000 personnes passent par le camp — pour la plupart des prisonniers de guerre et des civils. 
En juin 1943, le camp de concentration est transféré à Berdytchiv et finalement dissous le 28 septembre 1943. 

## Organisation
Le camp est entouré d'une clôture de barbelés répartis en 4 à 5 rangées de 4 mètres de haut. La zone est divisée en secteurs et départements distincts par la même clôture. Des tours de guet sont dressées à chaque coin et équipées de mitrailleuses. La sécurité est assurée par des gardes spécialement sélectionnés et entraînés avec des chiens. Dans une petite pièce exiguë de l'ancienne usine se trouve ce qu'on appelle l'infirmerie, où sont gardés sous surveillance les prisonniers blessés et malades. Tous ceux qui se trouvent dans cet « hôpital » n’en sortent pas vivants.

## Conditions de détention
À leur arrivée, les prisonniers dorment dans la rue et ne mangent rien pendant 10 à 15 jours. À la moindre expression de mécontentement, ils sont immédiatement abattus. Les personnes qui font preuve de désobéissance sont battues avec des bâtons et des fouets, et des chiens sont lâchés sur elles. Ceux qui survivent sont contraints à un travail dur et absurde, obligés de creuser des tranchées qui ne sont pas utilisées.
Dans quatre entrepôts, les prisonniers disposent de lits sur 3 à 4 étages et la plupart des prisonniers dorment par terre. Les Allemands ne prévoient pas de procédure d'hygiène et le camp n'est pas chauffé l'hiver, ce qui entraîne l'apparition de maladies de l'estomac. En conséquence, la mortalité est très importante. 

## Commémorations

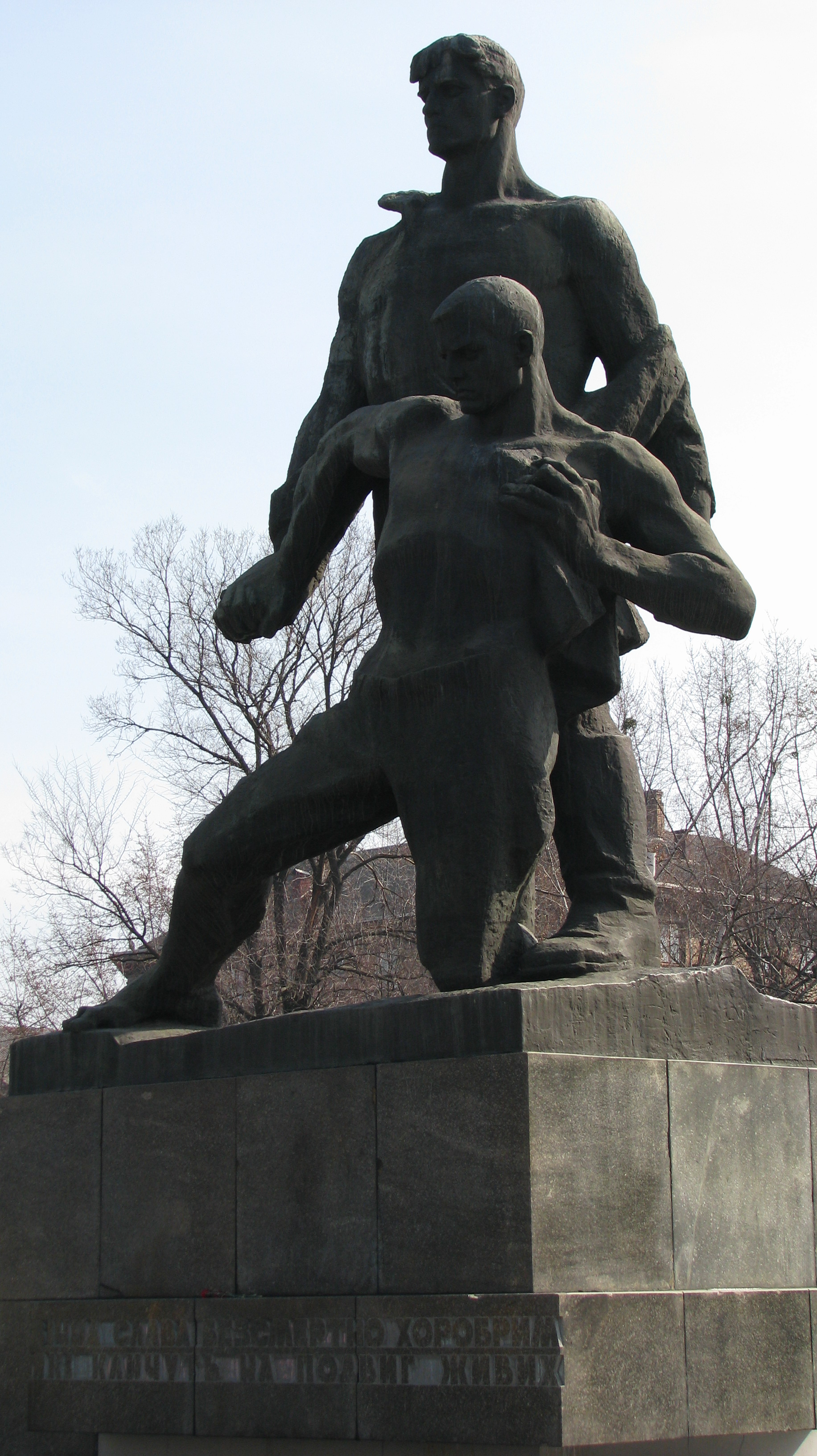
Un monument aux prisonniers.

En 1968, un monument (uk) est érigé en mémoire des victimes.